# Hanger Wenz
Hanger Wenz är ett vattendrag i Etiopien.   Det ligger i regionen Benishangul-Gumuz, i den västra delen av landet, 300 km väster om huvudstaden Addis Abeba.